# درامیچه
درامیچه (به صربی: Dramiće) یک منطقهٔ مسکونی در صربستان است که در نووی پازار واقع شده‌است.